# علی باقری کنی
علی باقری کنی (زادهٔ مهر ۱۳۴۶) دیپلمات ایرانی است که از ۱۰ شهریور ۱۴۰۳ به‌عنوان عضو شورای راهبردی روابط خارجی و از ۲۴ شهریور به‌عنوان دبیر این شورا مشغول فعالیت است. وی همچنین از ۱۹ شهریور ۱۴۰۳ مشاور وزیر امور خارجه است.
باقری پیش‌تر از سال ۱۴۰۰ تا ۱۴۰۳ سمت معاون سیاسی وزیر امور خارجه ایران و رئیس تیم مذاکره‌کننده ایران در مذاکرات مربوط به احیای برجام در وین را برعهده داشت. وی پس از کشته شدن حسین امیرعبداللهیان در سانحه سقوط بالگرد ورزقان، در ۳۱ اردیبهشت ۱۴۰۳ به‌عنوان سرپرست وزارت امور خارجه منصوب شد و این سمت را تا ۳۱ مرداد ۱۴۰۳ بر عهده داشت. وی همچنین معاون امور بین‌الملل قوه قضائیه ایران و دبیر ستاد حقوق بشر بوده است. باقری کنی در دوران دبیری سعید جلیلی در شورای عالی امنیت ملی، معاون سیاست خارجی و امنیت بین‌الملل دبیر این شورا و نیز مذاکره‌کنندهٔ ارشد پروندهٔ هسته‌ای ایران بود.

## زندگی
علی باقری کنی در سال ۱۳۴۶ در تهران به دنیا آمد. او فرزند محمدباقر باقری کنی، از روحانیون عضو سابق مجلس خبرگان رهبری، و برادرزاده محمدرضا مهدوی کنی است. برادر علی باقری، مصباح الهدی با دختر سید علی خامنه‌ای رهبر ایران ازدواج کرده است.
وی پیشینهٔ تدریس اقتصاد در دانشگاه را نیز دارد. باقری در دانشگاه علوم اسلامی رضوی و دانشگاه امام صادق درس خوانده است. در زمانی که جلیلی معاونت اروپا و آمریکا وزارت امور خارجه را برعهده داشت، باقری کنی مدیرکل اروپای مرکزی و شمالی این معاونت بود و پس از سعید جلیلی مدتی به عنوان معاون اروپای وزیر امور خارجه فعالیت کرد.

## دیدگاه‌ها
علی باقری کنی به همراه سعید جلیلی یکی از منتقدان مذاکرات هسته‌ای در دولت روحانی بوده و در موقعیت‌های مختلف از جمله شبکه افق و در مجلس شورای اسلامی محتوای مذاکرات و توافق برجام را نقد و رد کرده است.